# Conférence des évêques catholiques du Kenya
La Conférence des évêques catholiques du Kenya (en anglais : Kenya Conference of Catholic Bishops, abrégé KCCB), jusqu’en 2013 nommée la Conférence épiscopale du Kenya (Kenya Episcopal Conference, KEC), est une conférence épiscopale de l’Église catholique qui réunit les ordinaires du Kenya.
La conférence est représentée à l’Association des conférences épiscopales membres d’Afrique de l’Est, (Association of Member Episcopal Conferences in Eastern Africa, AMECEA) ; et au Symposium des conférences épiscopales d’Afrique et de Madagascar, (SECAM-SCEAM).

## Description
La conférence est responsable des normes liturgiques et des tâches administratives ecclésiastiques. Elle reçoit son autorité de la loi ecclésiastique et des mandats particuliers.

## Membres

### Assemblée plénière
L’assemblée plénière se tient normalement deux fois par an.
La conférence réunit une petite trentaine de membres :
- Philip Arnold Subira Anyolo (en), archevêque de Nairobi ;
- Joseph Mwongela (en), évêque de Kitui ;
- David Kamau Ng’ang’a (de), évêque auxiliaire de Nairobi et administrateur apostolique de Nakuru ;
- Norman King’oo Wambua (de), évêque de Machakos ;
- John Oballa Owaa (en), évêque de Ngong ;
- Alfred Kipkoech Arap Rotich (de), évêque de Kericho ;
- Benjamin Kituto Maswili, administrateur apostolique de l’ordinariat militaire du Kenya (en) ;
- Anthony Muheria (de), archevêque de Nyeri ;
- Salesius Mugambi (de), évêque de Meru ;
- Peter Kihara Kariuki (de), évêque de Marsabit (de) ;
- James Maria Wainaina Kungu (de), évêque de Murang’a (de) ;
- Paul Kariuki Njiru, évêque d’Embu ;
- Anthony Ireri Mukobo (de), vicaire apostolique d’Isiolo (en) ;
- Joseph Ndembu Mbatia (de), évêque de Nyahururu (de) ;
- Hieronymus Joya (de), évêque de Maralal ;
- Maurice Muhatia Makumba (de), archevêque de Kisumu ;
- Dominic Kimengich (de), évêque d’Eldoret ;
- Joseph Mairura Okemwa (de), évêque de Kisii ;
- John Mbinda (de), évêque de Lodwar ;
- Joseph Obanyi Sagwe (de), évêque de Kakamega ;
- Mark Kadima (de), évêque de Bungoma ;
- Michael Otieno Odiwa (de), évêque de Homa Bay ;
- Maurice Anthony Crowley (de), évêque de Kitale ;
- Martin Kivuva Musonde (en), archevêque de Mombasa ;
- George Muthaka (de), évêque de Garissa ;
- Wilybard Lagho (de), évêque de Malindi.

### Présidents
Son président est en 2022 Martin Kivuva Musonde (en), archevêque de Mombasa, depuis juillet 2021.
Il y a précédemment eu :
- 1969-1970 : John Joseph McCarthy (en), archevêque de Nairobi ;
- 1970-1976 : Maurice Otunga, cardinal, archevêque de Nairobi ;
- 1976-1982 : John Njenga, évêque d’Eldoret ;
- 1982-1988 : Raphael S. Ndingi Mwana a’Nzeki (en), évêque de Nakuru ;
- 1988-1991 : Nicodemus Kirima (en), archevêque de Nyeri ;
- 1991-1997 : Zacchaeus Okoth (en), archevêque de Kisumu ;
- 1997-2003 : John Njue, évêque d’Embu ;
- 2003-2006 : Cornelius Korir (en), évêque d’Eldoret ;
- 2006-2015 : John Njue, cardinal, archevêque de Nairobi ;
- 2015-juillet 2021 : Philip Arnold Subira Anyolo (en), évêque de Homa Bay puis archevêque de Kisumu.

### Vice-présidents
Son vice-président est en 2022 Maurice Muhatia Makumba (de), évêque de Nakuru puis archevêque de Kisumu, depuis juillet 2021.
Il y a précédemment eu :
- 2015-juillet 2021 : John Oballa Owaa (en), évêque de Ngong.

### Secrétaires généraux
Le secrétaire général est en 2022 le prêtre Ferdinand Lugonzo, aidé par le prêtre Bernard Ngaruiya.

## Histoire
Une première structure a été créée en 1961. Les statuts de la conférence ont été approuvés par le Vatican le 7 décembre 1976.[réf. nécessaire]
Fin 2014 la Conférence des évêques catholiques du Kenya a affirmé avoir trouvé un antigène qui provoque des fausses couches, l’hormone chorionique gonadotrope humaine, dans un vaccin antitétanique injecté durant la campagne de vaccination de mars et octobre 2014 soutenue par le gouvernement kenyan, l’Organisation mondiale de la santé et l’UNICEF, déclenchant une controverse sur la vaccination.

## Sanctuaires
La conférence a désigné un sanctuaire national, le Village de Marie à Subukia, construit à partir de 1989.